# 環天頂アーク

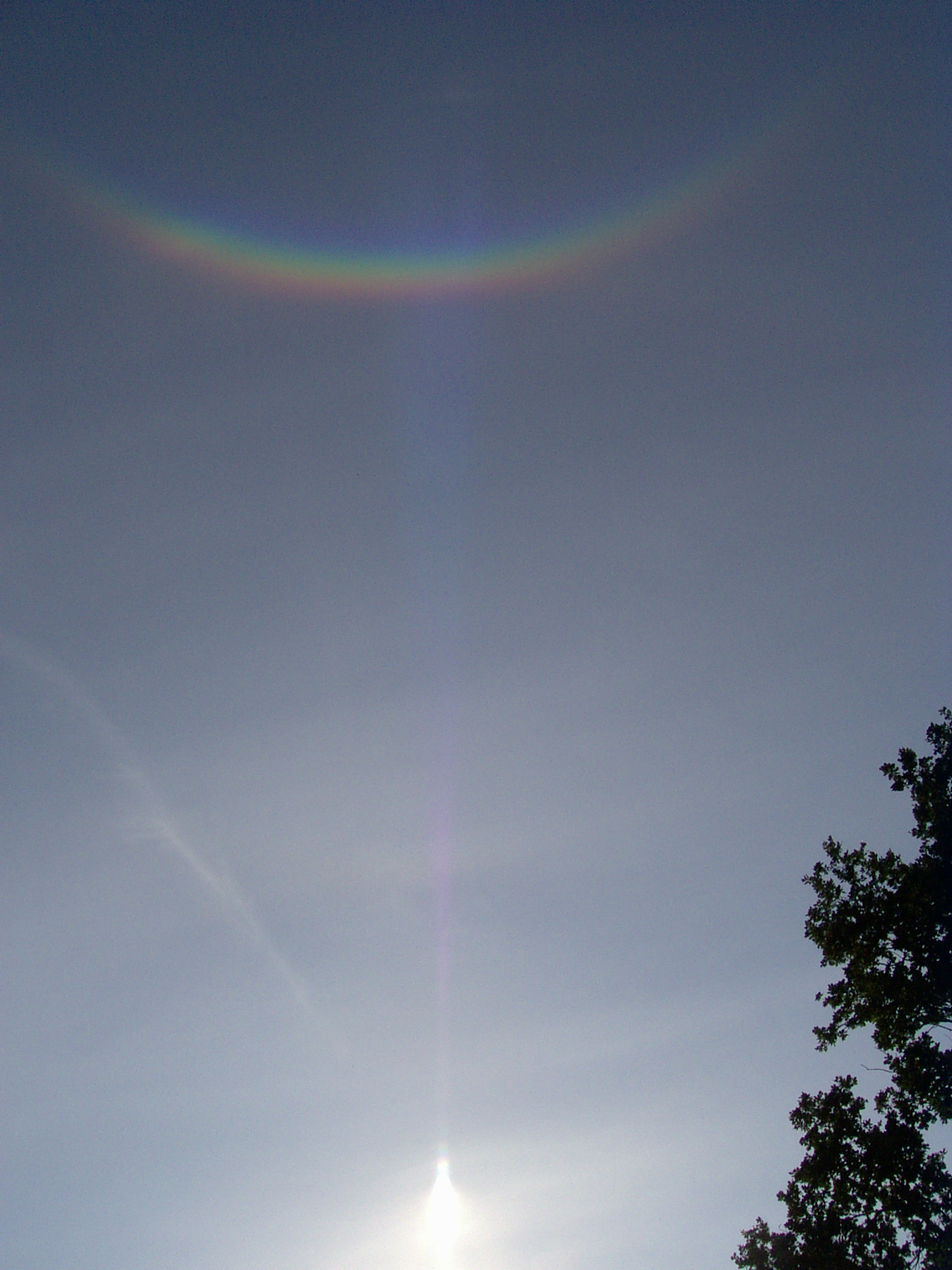
環天頂アーク

環天頂アーク（かんてんちょうアーク、英語：circumzenithal arc、circumzenith arc、CZA）は大気光学現象の一種であり、太陽の上方に離れた空に虹のような光の帯が現れる現象である。環天頂弧（かんてんちょうこ）、天頂環（てんちょうかん）、天頂孤（てんちょうこ）などとも呼ばれる。またその形状が地平線に向かって凸型の虹に見えることから、俗に逆さ虹（さかさにじ）ともいう。

## 概要
環天頂アークは天頂を中心とする円の一部をなし、太陽のちょうど上方を中心とする弧で、太陽側が赤色、反対側が紫色となっている。
暈や幻日などの他の多くの大気光学現象では、それぞれの色が見える位置が重なり合い、鮮明に色が分離しないのに対し、環天頂アークは色の見える位置が重なり合わないため、鮮明に分離して見えるのが特徴である。
幻日と同様に雲の中に六角板状の氷晶が存在し、風が弱い場合に現れる。
このとき氷晶は落下の際の空気抵抗により六角形の面を地面に水平にした状態で空中に浮かぶ。この氷晶の上面に入射した光が氷晶の側面から出る場合、氷晶が頂角90度のプリズムとしてはたらく。太陽高度が32度より高い場合には氷晶から光が出る際に、全反射してしまうため環天頂アークは現れないことになる。また、氷晶の屈折率は光の波長によって異なるため、色が分かれて見える。
その現れる高度は太陽高度によって変化する。
- 太陽高度が約22度の場合、太陽から約46度上方、すなわち外暈が現れる位置とほぼ一致している。
- 太陽高度がこれより高くても低くても、現れる高度はより高い側へ移動する。
- 太陽がちょうど地平線上にある場合の環天頂アークの高度は約58度である。
- 太陽高度が約32度で環天頂アークの位置は天頂に一致し、これより太陽高度が高い場合には環天頂アークは現れない。

出現する最高高度は約32度である。また弧の中心角は太陽がちょうど地平線上にある場合には約108度で、太陽高度が高くなるにつれて大きくなる。